# 6754 Burdenko
6754 Burdenko (1976 UD4) là một tiểu hành tinh vành đai chính được phát hiện ngày 28 tháng 10 năm 1976 bởi Zhuravleva, L. V. ở Nauchnyj.